# NCT Wish
NCT Wish (エヌシーティー·ウィッシュ Enushītī Wisshu?), es un grupo musical japonés y la sexta subunidad del grupo coreano NCT. Fue formado por SM Entertainment y Avex Trax, con la cantante BoA como productora. El grupo consta de seis integrantes: Sion, Riku, Yushi, Jaehee, Ryo y Sakuya. El 8 de octubre de 2023 lanzaron la canción "Hands Up" bajo el nombre temporal de NCT New Unit. Debutaron oficialmente el 28 de febrero de 2024 con el sencillo "Wish", con dos versiones, en japonés y en coreano. 

## Nombre

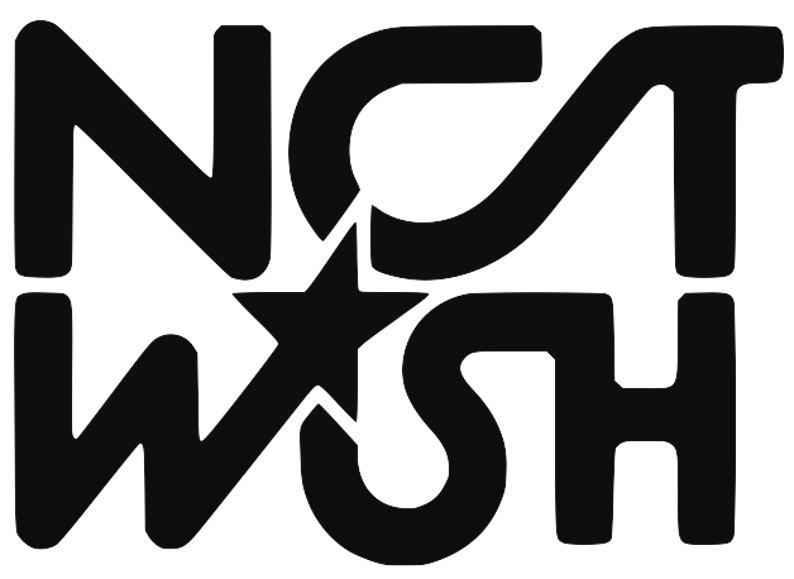
Logo oficial de NCT Wish

El 17 de enero de 2024, se anunció NCT Wish como el nombre oficial de la nueva suunidad de NCT con origen en Tokio. Este sería un grupo multinacional que promocionaría activamente en Japón. El nombre NCT Wish combina el actrónimo de Neo Culture Technology (NCT) con la palabra "Wish" (Deseo). El eslogan oficial es "WISH for Our WISH" (Deseo para nuestro deseo), que significa la ambición de apoyar los deseos y sueños de todos y que estos se hagan realidad a través de la música y del amor.

## Historia

### 2019–2023: Planes, formación y nueva suunidad
Antes del debut, Yushi estuvo en el grupo japonés Edamame Beans, con tan solo 11 años, pero abandonó el grupo antes de debutar. Yushi audicionó para SM Entertainment cuando cursaba cuarto grado en su escuela, y fue aceptado como trainee en sexto grado. Se mudó a Corea en sexto grado y entrenó durante siete años antes de entrar al programa de supervivencia de SM. 
Riku había grabado un anuncio para la marca de cosméticos Aimmx en octubre de 2021. Fue elegido a través de la Audición Global de la SM en 2022, y estuvo entrenando por un año antes de entrar al programa de supervivencia.
Sion fue elegido a través de un mensaje directo de Instagram, y entrenó durante cuatro años antes de entrar al programa de supervivencia. 
En 2022, un cazatalentos de la SM vio a Ryo en un concierto de NCT 127 en Japón. En enero de 2023, Jaehee se convirtió en trainee para la SM. 
En enero de 2016, el fundador y productor principal de la SM, Lee Soo-Man, anunció sus planes para crear un nuevo grupo de chicos, NCT, con distintas subunidades con sede en distintas ciudades del mundo. El 20 de junio de 2019, el productor de la SM, Chris Lee, anunció que NCT seguiría debutando nuevas subunidades a nivel internacional, mencionando que la compañía estaba en proceso de crear una sunidad japonesa. Esto se confirmó al día siguiente en una entrevista con la revista Billboard, donde se anunció que las actividades y promociones del grupo serían administradas por SM Japón y por Avex Trax. 
El 1 de diciembre de 2022, tras la apertura de su nueva sucursal en el sudeste asiático, SM Entertainment confirmó los planes de la subunidad japonesa con sede en Tokio. Como parte de sus planes para 2023, la compañía reveló que la próxima subunidad de NCT, llamada inicialmente "NCT Tokyo", haría su debut en el tercer trimestre del año. El 24 de febrero, SM anunció que NCT Tokyo sería la última subunidad de NCT y que terminarían su expansión tras su debut.
El 23 de mayo de 2023, SM anunció que dos SM Rookies serían parte de la nueva subunidad, pero que el resto de miembros del grupo serían seleccionados mediante un programa de supervivencia previo al debut. Estos rookies fueron Yushi y Sion, anunciados el 28 de junio. Dos días después, SM Entertainment anunció que el programa de supervivencia, "NCT Universe: Last Start", empezaría el 27 de julio. La alineación final fue revelada durante el último episodio, y esta fue formada por Sion, Riku, Yushi, Jungmin, Daeyoung, Ryo y Sakuya. El grupo fue telonero del resto de NCT en los conciertos japoneses de "NCT Nation: To The World", en el Estadio Yanmar Nagai en Osaka, el 9 y 10 de septiembre, y en el Estadio Ajinomoto en Tokio, el 16 y 17 de septiembre. La subunidad inició un tour previo al debut alrededor de 10 ciudades japonesas.
El 2 de octubre de 2023, SM Entertainment lanzó un comunicado anunciando que Jungmin, que había estado ausente en las últimas presentaciones, había dejado el grupo por motivos de salud.
El 8 de octubre, la unidad lanzó su primer sencillo previo al debut, "Hands Up".

### 2024-presente: debut, sencillos posteriores,SteadyyWishful
El 17 de enero, SM lanó un teaser llamado "NCT Wish: Wish for Our Wish", confirmando que la unidad anteriormente llamada NCT New Team debutaría bajo el nombre de NCT Wish en febrero. El 21 de febrero, NCT Wish presentó por primera vez en directo su canción "Wish" durante el SMTOWN Live 2024 SMCU Palace en Tokio. El 28 de febrero, el grupo debutó con la canción "Wish", que contaba con dos versiones, una en japonés y otra en coreano. Tan solo 21 días después del debut, obtuvieron su primera victoria en un programa musical, en The Show, de SBS M.
El 11 de abril, NCT Wish anunció su primera reunión con sus fans, llamada "NCT Wish: School of Wish", que tendría lugar en el Myunghwa Livehall de Seúl los días 25 y 26 de mayo. Las entradas se agotaron en tan solo 15 minutos. Más tarde, añadieron cinco nuevas fechas, con un total de 14 encuentros en cinco ciudades.
El 3 de mayo, NCT Wish interpretó sus canciones en los GirlsAwards, uno de los mayores eventos de moda de Japón. El 25 de junio, NCT Wish lanzó su segundo sencillo japonés, "Songbird".
El 28 de agosto, NCT Wish confirmó que lanzarían nueva música a finales de septiembre y que estaban preparando su vuelta. Lanzaron una canción previa en septiembre. Su primer EP, "Steady", fue lanzado el 24 de septiembre. El 15 de octubre, NCT Wish lanzó "Make You Shine", su segunda canción para la versión coreana de Pokémon Horizons: The Series.

Su primer álbum de estudio, "Wishful", fue lanzado el 27 de noviembre de 2024. Contiene 13 canciones, entre las que se encuentran los seis sencillos japoneses lanzados previamente, así como siete canciones nuevas, incluyendo la canción "Wishful Winter".
El 22 de enero de 2025, NCT Wish lanzó un remake de la canción "Miracle" de Super Junior, como segundo tema del álbum "2025 SM TOWN: The Culture, The Future".

## Imagen pública
En enero de 2024, los Grammys seleccionaron a NCT Wish como uno de los "11 nuevos grupos de K-Pop que debes conocer este 2024". Esto apareció en un artículo en su página web.

## Miembros
- Sion ( シオン, 시온 )
- Riku (リク, 리쿠 )
- Yushi (ユウシ, 유우시 )
- Jaehee ( ジェヒ, 재희 )
- Ryo ( リョウ, 료 )
- Sakuya ( サクヤ, 사쿠야 )

## Discografía
- Wishful (2024)

## Filmografía
- NCT Universe: Lastart (2023)

## Actuaciones y conciertos

### Tours
- NCT Wish: School of Wish (2024)
- NCT Wish Asia Tour Log In (2024-2025)[31]

### Participación en conciertos
- NCT Universe: Lastart Pre-Debut Tour (2023)[32]

Como teloneros
- NCT Nation: To The World (2023) [33]